# ДР Конго на летних Олимпийских играх 2000
Демократическая Республика Конго принимала участие в Летних Олимпийских играх 2000 года в Сиднее (Австралия) в шестой раз за свою историю, впервые после переименования страны из Заира, но не завоевала ни одной медали. Сборную представляли два спортсмена, женщина и мужчина, которые принимали участие в состязаниях легкоатлетов. Знаменосцем команды стал марафонец Вилли Каломбо, для которого эта Олимпиада стала третьей.

## Результаты

### Лёгкая атлетика
Спортсменов — 2
Мужчины
| Спортсмен     | Дисциплина | Время | Место |
| ------------- | ---------- | ----- | ----- |
| Вилли Каломбо | Марафон    | DNF   | DNF   |

Женщины
| Спортсменка   | Дисциплина | Первый раунд | Первый раунд | Четвертьфинал         | Четвертьфинал         | Полуфинал             | Полуфинал             | Финал                 | Финал                 |
| Спортсменка   | Дисциплина | Время        | Место        | Время                 | Место                 | Время                 | Место                 | Время                 | Место                 |
| ------------- | ---------- | ------------ | ------------ | --------------------- | --------------------- | --------------------- | --------------------- | --------------------- | --------------------- |
| Аконга Нсимбо | 100 м      | 12.51        | 66           | Завершила выступления | Завершила выступления | Завершила выступления | Завершила выступления | Завершила выступления | Завершила выступления |
| Аконга Нсимбо | 200 м      | 25.35        | 49           | Завершила выступления | Завершила выступления | Завершила выступления | Завершила выступления | Завершила выступления | Завершила выступления |